# Gottlieb Franz Schneiter
Gottlieb Franz Schneiter, švicarski inženir in podjetnik, * 1884?, Brienz, †17. julij 1958, Brienz. Pomembno je zaznamoval gospodarsko zgodovino Škofje Loke, kot tudi zgodovino slovenske industrije vodnih turbin in hladilnih naprav. 

## Mladost in delo v Avstro-Ogrski
Gottlieb Franz Schneiter je odraščal v predmestju Brienza v kantonu Bern. Njegov oče je bil pleskar, sam pa se je v Bernu izučil za ključavničarja. Zanimanje za ta poklic mu je zbudil mehanik, ki je imel delavnico v hiši njegovega očeta. 
Svojo prvo zaposlitev je dobil ob gradnji predora Simplon, nato se je zaposlil kot ključavničar v oddelku za parne turbine pri podjetju Sulzer v Winterthuru. S prihranjenim denarjem se je vpisal na štiriletni tehnikum v Burgdorfu in leta 1910 končal izobraževanje z odličnim uspehom. Leta 1910 se je nato zaposlil pri podjetju Andritz v Gradcu, takrat pomembnem izdelovalcu vodnih turbin. Dodelili so ga v konstrukcijski biro kot pomočnika ing. Schönbacha.
Ko se je leta 1912 Schönbach preselil v Ljubljano, kjer je pri podjetju Tönnies prevzel mesto tehničnega vodje, je še istega leta k sebi povabil tudi Schneiterja. Ko je leta 1914 Schönbach odšel na fronto, je njegovo mesto v turbinski konstrukciji podjetja Tönnies prevzel Schneiter. Tu je ostal do leta 1917, ko je zaradi pomanjkanja naročil in slabih življenjskih pogojev odšel na Ogrsko, kjer se je v Sombotelu zaposlil pri podjetju Pohl in tam nadaljeval s konstruiranjem vodnih turbin. Po koncu prve svetovne vojne se je vrnil v Ljubljano, kjer je bil priča likvidaciji podjetja Tönnies in ustanovitvi podjetja Strojne tovarne in livarne, v katerem je prevzel mesto vodje turbinske konstrukcije. 

## Podjetnik v Škofji Loki
Spor v podjetju Strojne tovarne in livarne, ki je nastal zaradi Schneiterjeve zahteve po boljših ulitkih, je pospešil njegovo odločitev, da zapusti to podjetje. Leta 1922 je odpovedal službo in se z družino preselil v Škofjo Loko, kjer je ustanovil svoje podjetje Inž. F. Schneiter, strojno stavbena delavnica, spec. turbine in regulatorji. Delo v novem podjetju je steklo leta 1923, v njem pa je bilo sprva zaposlenih 5 ljudi (vključno s Schneiterjem in njegovo ženo, ki je v podjetju delala kot knjigovodkinja in tajnica). Zaradi Schneiterjevega strokovnega ugleda in uspešnega trženja je podjetje že od začetka naprej uspešno poslovalo. Z naraščanjem števila naročil je raslo tudi število zaposlenih. Leta 1925 se je v Schneiterjevem podjetju zaposlil tudi Ivan Okorn, ki je kmalu postal vodja obrata in je to delovno mesto nato obdržal do likvidacije podjetja leta 1949.
Ker po mnenju jugoslovanske oblasti švicarski tehnikum Schneiterju ni dajal zadostne kvalifikacije za naziv inženir, mu v novem podjetju niso dovolili izdelovati in podpisovati t. i. koncesijskih načrtov, tj. tehnično dokumentacijo, dodano k prošnjam za energetsko koriščenje vodotokov in za postavitev vodnih turbin. Schneiter je moral za to delo najemati pooblaščene inženirje zunaj podjetja. Oblast ga je tudi prisilila, da je iz imena podjetja odstranil inženirski naziv, ker da ta pripada le ljudem z akademsko izobrazbo. Zato se je podjetje kmalu preimenovalo v G. F. Schneiter, Škofja Loka, podjetje za gradnjo vodnih turbin. 
Da bi bilo njegovo podjetje manj odvisno od sezonskega nihanja naročil za vodne turbine, se je Schneiter v začetku tridesetih let odločil razširiti proizvodni program s hladilnimi napravami, ki jih do takrat na jugoslovanskem trgu ni proizvajal še nihče. Leta 1933 je Schneiter ob pomoči Ivana Okorna izdelal prvi hladilni kompresor. Schneiterjeve hladilne naprave so nato na jugoslovanskem trgu takoj doživele velik uspeh, tržili pa so jih pod blagovno znamko Juhlad. 

## Vrnitev v Švico
Po nacionalizaciji njegovega podjetja leta 1945 se je Schneiter vrnil nazaj v Švico. V Sloveniji so si nato s pomočjo strokovnih kadrov in tehnične dokumentacije njegovega podjetja pomagali pri zagonu proizvodnje vodnih turbin v Litostroju, v petdesetih letih 20. stoletja pa tudi pri ponovnem zagonu proizvodnje hladilnih naprav v Škofji Loki (LTH). 
Schneiter se je po vrnitvi v Švico zaposlil v oddelku za tlačne cevovode pri podjetju Escher Wyss v Zürichu. Upokojil se je leta 1957, naslednje leto pa je v starosti 74 let umrl zaradi gripe. Pokopali so ga v rojstnem kraju, na nagrobnik pa so mu vklesali besedo Turbinenbauer, tj. izdelovalec turbin. 